# 牛齿兰
牛齿兰（学名：Appendicula cornuta）为兰科牛齿兰属下的一个种。